# Beauzac
Beauzac è un comune francese di 2 768 abitanti situato nel dipartimento dell'Alta Loira della regione dell'Alvernia-Rodano-Alpi. È gemellato col comune di Camigliano che si trova in provincia di Caserta.

## Società

### Evoluzione demografica
Abitanti censiti